# Katedra św. Sebastiana w Magdeburgu
Katedra św. Sebastiana w Magdeburgu (niem. Sankt-Sebastian-Kirche (Magdeburg))- siedziba biskupa diecezji magdeburskiej. 
Katedra rzymskokatolicka w Magdeburgu jest kościołem św. Sebastiana przy Max-Josef-Metzger-Strasse. Budowla była pierwotnie kościołem klasztornym, którego budowa zakończyła się w 1015. Tradycyjnie, biskupi zostaliby położeni tu zaraz po swojej śmierci, przed przeniesieniem do Klasztoru Matki Boskiej dla pogrzebu. Dziś kościół jest siedzibą katolickiego biskupa miasta. To jest skromny gotycki kościół z bliźniaczymi wieżami na końcu. Początkowo kościół był zbudowany w stylu romańskim - którego ślady wciąż można zobaczyć. Katedralna świątynia ma jasne wnętrze.